# Chara (género)
Chara es un género de algas verdes perteneciente a la familia Characeae. 

## Estructura
Las especies de Chara son multicelulares y superficialmente se parecen a las plantas terrestres debido a sus estructuras como tallo y hojas. El sistema de ramificación es complejo, con ramas derivadas de las células apicales que recortan los segmentos en la base para formar las células ganglionares e internodales alternativamente. Suelen estar ancladas en el sustrato del litoral por medio de la ramificación subterránea rizoides. Las plantas son ásperas al tacto debido a los depósitos de sales de calcio en la pared celular. Los procesos metabólicos asociados con este hecho, dan a menudo a las plantas de Chara un olor característico y desagradable de sulfuro de hidrógeno.

## Morfología
El cuerpo de la planta es gametófito. Se compone de un eje principal (diferenciado en nudos y entrenudos), ramas dimórficas (podenca largo de crecimiento ilimitado y las ramas cortas de crecimiento limitado), rizoides (multicelulares con tabiques oblicuos) y stipulodes (estructuras en forma de aguja en la base de los laterales secundarios).

## Distribución
Las especies se encuentran en agua dulce, especialmente en las zonas de piedra caliza a lo largo de la zona templada del Hemisferio Norte.

## Especies
- Chara braunii
- Chara canescens
- Chara contraria
- Chara corallina
- Chara elegans
- Chara excelsa
- Chara fibrosa
- Chara formosa
- Chara fragilis
- Chara globularis
- Chara hispida
- Chara hornemannii
- Chara intermedia
- Chara nataklys
- Chara sejuncta
- Chara virgata
- Chara vulgaris - cara común[2]
- Chara zeylanica